# Materiali intelligenti
I materiali intelligenti sono materiali dotati di una o più proprietà che possono essere cambiate e controllate tramite degli stimoli esterni, come l'azione esterna, la temperatura, l'umidità, il pH, il campo elettrico o magnetico.
Ci sono molti tipi di materiali intelligenti, alcuni dei quali sono già diffusi. Ecco alcuni esempi:
- I materiali piezoelettrici liberano una carica elettrica quando subiscono una deformazione, e sono ad esempio usati per produrre la scintilla in alcuni accendini. Questo effetto agisce anche al contrario, ossia si deformano se sono sottoposti a una tensione elettrica; sono quindi usati per produrre attuatori che si espandono o contraggono se sottoposti a una tensione.
- Le leghe e i polimeri a memoria di forma sono materiali che possono essere deformati in maniera controllata dal calore. In particolare, dopo essere stati deformati, possono ritornare alla forma iniziale se scaldati.
- I materiali magnetostrittivi possono cambiare la forma se sottoposti a un campo magnetico e, viceversa, possono generare campi magnetici se sottoposti a stress meccanico.
- Le leghe a memoria di forma magnetiche ritornano alla loro forma originale se magnetizzate.
- I polimeri sensibili al pH si allungano o accorciano al variare del pH del liquido in cui sono immersi.
- I materiali halocromici cambiano colore in base all'acidità. Un utilizzo frequente è la produzione di vernici che cambiano colore quando il materiale che ricoprono si sta corrodendo.
- I materiali cromici cambiano colore se sottoposti a cambiamenti termici, ottici o elettrici. Esempi comuni sono lo schermo a cristalli liquidi, e gli occhiali che si scuriscono se esposti alla luce solare.
- I ferrofluidi cambiano la forma se esposti a campi magnetici.
- I materiali fotomeccanici cambiano forma se esposti alla luce.
- I materiali autoriparanti hanno la capacità di recuperare piccoli danni dovuti all'utilizzo comune, aumentando la durata.
- Gli elastomeri dielettrici sono polimeri in grado di allargarsi (fino al 300% delle dimensioni originali) se sottoposti a un campo elettrico.